# Jérôme Bicamumpaka
Jérôme Bicamumpaka (nascut el 1957) és un antic Ministre d'Afers Exteriors del govern interí ruandès. Va estar oficialment en el càrrec entre l'abril de 1994 fins a juliol de 1994, però va abandonar el país al juliol de 1994 i fou detingut a Camerun el 1999 sot càrrecs de conspiració per cometre genocidi, genocidi, complicitat en genocidi i incitació pública per cometre genocidi. També fou acusat el 13 de setembre de 1999 d'assassinat, extermini, violació (delictes contra la humanitat) i dos càrrecs de violacions greus de l'article 3 dels Convenis de Ginebra. Va ser parcialment absolt dels càrrecs de conspiració per cometre genocidi, assassinat, violació, i crims contra la humanitat en 2008. Es manté l'acusació de genocidi, crims contra la humanitat, i crim de guerra. La sentència en el judici contra el Govern II s'esperava l'agost de 2011.
El 30 de setembre de 2011, Jerome Bicamumpaka va ser absolt de tots els càrrecs en el Tribunal Penal Internacional per a Ruanda. Va ser alliberat immediatament i es va reunir amb la seva família.